# Tennistoernooi van Cincinnati 2013
Het tennistoernooi van Cincinnati van 2013 werd van 12 tot en met 18 augustus 2013 gespeeld op de hardcourt-buitenbanen van het Lindner Family Tennis Center in de Amerikaanse plaats Mason, ongeveer dertig kilometer benoorden Cincinnati. De officiële naam van het toernooi was Western & Southern Open.
Het toernooi bestond uit twee delen:
- WTA-toernooi van Cincinnati 2013, het toernooi voor de vrouwen
- ATP-toernooi van Cincinnati 2013, het toernooi voor de mannen

ATP-toernooi van Cincinnati‎ – WTA-toernooi van Cincinnati‎

2004 · 2005 · 2006 · 2007 · 2008 · 2009 · 2010 · 2011 · 2012 · 2013 · 2014 · 2015 · 2016 · 2017 · 2018 · 2019 · 2020 · 2021 · 2022 · 2023 · 2024